# Cheiracanthium aculeatum
Cheiracanthium aculeatum là một loài nhện trong họ Miturgidae.
Loài này thuộc chi Cheiracanthium. Cheiracanthium aculeatum được Eugène Simon miêu tả năm 1884.